# Истапангахоя
Истапангахоя (исп. Ixtapangajoya) — посёлок в Мексике, штат Чьяпас, входит в состав одноимённого муниципалитета и является его административным центром. Численность населения, по данным переписи 2020 года, составила 1635 человек.

## Общие сведения
Название Ixtapangajoya с языка науатль можно перевести как — место солёной воды.
Первое поселение было основано в доиспанский период, где проживал народ соке.
Его жители упоминаются в 1524 году, когда они сражались с войсками конкистадора Луиса Марины.
В 1540 году колониальными властями был основан посёлок Истапангахоя, куда переселяли коренные народы. В 1778 году в нём проживало 110 человек.